# Општина Тонала (Халиско)
Тонала (шп. Tonalá) општина је у Мексику у савезној држави Халиско. Општина се налази на надморској висини од 1653 м.

## Становништво
Према подацима из 2010. у општини је живело 478689 становника.

### Хронологија
| Година       | 2000                     | 2005                     | 2010                     |
| ------------ | ------------------------ | ------------------------ | ------------------------ |
| Становништво | 337149 (170005 / 167144) | 408729 (207070 / 201659) | 478689 (243241 / 235448) |

### Попис
| \| \| м \| \| \| ж \| \| 0—2 \| 14.689 \| \| \| 14.274 \| \| 3—5 \| 15.766 \| \| \| 15.249 \| \| 6—11 \| 31.836 \| \| \| 31.063 \| \| 12—14 \| 14.846 \| \| \| 14.492 \| \| 15—17 \| 14.795 \| \| \| 14.264 \| \| 18—24 \| 32.258 \| \| \| 30.891 \| \| 60+ \| 11.615 \| \| \| 12.244 \| \| Просек : \| 27,4 \| \| \| 27,5 \| |        |  |  |        |
| |        |  |  |        |
| | м      |  |  | ж      |
| 0—2 | 14.689 |  |  | 14.274 |
| 3—5 | 15.766 |  |  | 15.249 |
| 6—11 | 31.836 |  |  | 31.063 |
| 12—14 | 14.846 |  |  | 14.492 |
| 15—17 | 14.795 |  |  | 14.264 |
| 18—24 | 32.258 |  |  | 30.891 |
| 60+ | 11.615 |  |  | 12.244 |
| Просек : | 27,4   |  |  | 27,5   |

| #   | Индикатор                                                                                        | Вредност |
| --- | ------------------------------------------------------------------------------------------------ | -------- |
| 1   | Становништво од 0 до 2 године                                                                    | 28963    |
| 2   | Мушко становништво од 0 до 2 године                                                              | 14689    |
| 3   | Женско становништво од 0 до 2 године                                                             | 14274    |
| 4   | Становништво са 3 и више година                                                                  | 441990   |
| 5   | Мушко становништво са 3 и више година                                                            | 224661   |
| 6   | Женско становништво са 3 и више година                                                           | 217329   |
| 7   | Становништво са 5 и више година                                                                  | 421256   |
| 8   | Мушко становништво са 5 и више година                                                            | 214091   |
| 9   | Женско становништво са 5 и више година                                                           | 207165   |
| 10  | Становништво са 12 и више година                                                                 | 348076   |
| 11  | Мушко становништво са 12 и више година                                                           | 177059   |
| 12  | Женско становништво са 12 и више година                                                          | 171017   |
| 13  | Становништво са 15 и више година                                                                 | 318738   |
| 14  | Мушко становништво са 15 и више година                                                           | 162213   |
| 15  | Женско становништво са 15 и више година                                                          | 156525   |
| 16  | Становништво са 18 и више година                                                                 | 289679   |
| 17  | Мушко становништво са 18 и више година                                                           | 147418   |
| 18  | Женско становништво са 18 и више година                                                          | 142261   |
| 19  | Становништво од 3 до 5 година                                                                    | 31015    |
| 20  | Мушко становништво од 3 до 5 година                                                              | 15766    |
| 21  | Женско становништво од 3 до 5 година                                                             | 15249    |
| 22  | Становништво од 6 до 11 година                                                                   | 62899    |
| 23  | Мушко становништво од 6 до 11 година                                                             | 31836    |
| 24  | Женско становништво од 6 до 11 година                                                            | 31063    |
| 25  | Становништво од 8 до 14 година                                                                   | 71293    |
| 26  | Мушко становништво од 8 до 14 година                                                             | 36086    |
| 27  | Женско становништво од 8 до 14 година                                                            | 35207    |
| 28  | Становништво од 12 до 14 година                                                                  | 29338    |
| 29  | Мушко становништво од 12 до 14 година                                                            | 14846    |
| 30  | Женско становништво од 12 до 14 година                                                           | 14492    |
| 31  | Становништво од 15 до 17 година                                                                  | 29059    |
| 32  | Мушко становништво од 15 до 17 година                                                            | 14795    |
| 33  | Женско становништво од 15 до 17 година                                                           | 14264    |
| 34  | Становништво од 18 до 24 године                                                                  | 63149    |
| 35  | Мушко становништво од 18 до 24 године                                                            | 32258    |
| 36  | Женско становништво од 18 до 24 године                                                           | 30891    |
| 37  | Женско становништво од 15 до 49 година                                                           | 128786   |
| 38  | Становништво са 60 и више година                                                                 | 23859    |
| 39  | Мушко становништво са 60 и више година                                                           | 11615    |
| 40  | Женско становништво са 60 и више година                                                          | 12244    |
| 41  | Однос између мушкараца и жена                                                                    | 103.31   |
| 42  | Становништво од нуле до 14 година                                                                | 152215   |
| 43  | Становништво од 15 до 64 године                                                                  | 303624   |
| 44  | Становништво од 65 година и више                                                                 | 15114    |
| 45  | Просечан број деце                                                                               | 2.27     |
| 46  | Становништво рођено у ентитету                                                                   | 414597   |
| 47  | Мушко становништво рођено у ентитету                                                             | 209854   |
| 48  | Женско становништво рођено у ентитету                                                            | 204743   |
| 49  | Становништво рођено у другом ентитету                                                            | 52812    |
| 50  | Мушко становништво рођено у другом ентитету                                                      | 27677    |
| 51  | Женско становништво рођено у другом ентитету                                                     | 25135    |
| 52  | Становништво од 5 година и више резидентно у ентитету у јуну 2005. године                        | 407872   |
| 53  | Мушко становништво старосног доба од 5 година и више, резидентно у ентитету у јуну 2005. године  | 206240   |
| 54  | Женско становништво старосног доба од 5 и више година, резидентно у ентитету у јуну 2005. године | 201632   |
| 55  | Становништво од 5 година и више које је живело у другом ентитету у јуну 2005. године             | 7046     |
| 56  | Мушко становништво старије од 5 година које је живело у другом ентитету у јуну 2005. године      | 3935     |
| 57  | Женско становништво старије од 5 година које је живело у другом ентитету у јуну 2005. године     | 3111     |
| 58  | Становништво од 3 године и више које говори аутохтони језик                                      | 1761     |
| 59  | Мушко становништво старо 3 године и више које говори аутохтони језик                             | 1042     |
| 60  | Женско становништво старо 3 године и више које говори аутохтони језик                            | 719      |
| 61  | Становништво од 3 године и више које говори аутохтони језик и не говори шпански језик            | 15       |
| 62  | Мушко становништво старо 3 године и више које говори аутохтони језик и не говори шпански         | 6        |
| 63  | Женско становништво старо 3 године и више које говори аутохтони језик и не говори шпански језик  | 9        |
| 64  | Становништво старо 3 године и више које говори аутохтони језик и шпански                         | 1062     |
| 65  | Мушко становништво старо 3 године и више које говори аутохтони језик и шпански                   | 624      |
| 66  | Женско становништво старо 3 године и више које говори аутохтони језик и шпански                  | 438      |
| 67  | Становништво од 5 година и више које говори аутохтони језик                                      | 1719     |
| 68  | Становништво од 5 година и више које говори аутохтони језик и не говори шпански језик            | 14       |
| 69  | Становништво од 5 година и више које говори аутохтони језик и говори шпански језик               | 1050     |
| 70  | Становништво у домородачким домаћинствима                                                        | 3389     |
| 71  | Становништво са ограничењима у активностима                                                      | 15514    |
| 72  | Становништво са ограниченим ходањем или кретањем, горе или доле                                  | 8135     |
| 73  | Становници са ограничењима вида, чак и уз кориштење сочива                                       | 4060     |
| 74  | Становништво са ограничењима говора, комуникације или конверзације                               | 1437     |
| 75  | Становништво са ограниченим слухом                                                               | 1405     |
| 76  | Становништво са ограничењима при одевању, купању или јелу                                        | 675      |
| 77  | Становништво са ограничењима у опажању или учењу једноставних ствари                             | 973      |
| 78  | Становништво са менталним ограничењима                                                           | 1876     |
| 79  | Становништво без ограничења активности                                                           | 452854   |
| 80  | Становништво од 3 до 5 година које не похађа школу                                               | 14610    |
| 81  | Мушко становништво од 3 до 5 година које не похађа школу                                         | 7461     |
| 82  | Женско становништво од 3 до 5 година које не похађа школу                                        | 7149     |
| 83  | Становништво од 6 до 11 година које не похађа школу                                              | 2369     |
| 84  | Мушко становништво од 6 до 11 година које не похађа школу                                        | 1304     |
| 85  | Женско становништво од 6 до 11 година које не похађа школу                                       | 1065     |
| 86  | Становништво од 12 до 14 година које не похађа школу                                             | 3219     |
| 87  | Мушко становништво од 12 до 14 година које не похађа школу                                       | 1741     |
| 88  | Женско становништво од 12 до 14 година које не похађа школу                                      | 1478     |
| 89  | Становништво од 15 до 17 година похађа школу                                                     | 17361    |
| 90  | Мушко становништво од 15 до 17 година похађа школу                                               | 8474     |
| 91  | Женско становништво између 15 и 17 година живота у школи                                         | 8887     |
| 92  | Становништво од 18 до 24 године похађа школу                                                     | 14363    |
| 93  | Мушко становништво од 18 до 24 године похађа школу                                               | 7420     |
| 94  | Женско становништво од 18 до 24 године похађа школу                                              | 6943     |
| 95  | Становништво од 8 до 14 година које не може да чита и пише                                       | 2031     |
| 96  | Мушко становништво старосног доба од 8 до 14 година које не може да чита и пише                  | 1201     |
| 97  | Женско становништво старосног доби од 8 до 14 година које не може да чита и пише                 | 830      |
| 98  | Становништво од 15 година и више које је неписмено                                               | 10710    |
| 99  | Мушко становништво од 15 година и више које је неписмено                                         | 5027     |
| 100 | Женско становништво од 15 година и више које је неписмено                                        | 5683     |
| 101 | Становништво старо 15 и више година без школовања                                                | 14504    |
| 102 | Мушко становништво старо 15 и више година без школовања                                          | 6964     |
| 103 | Женско становништво старо 15 и више година без школовања                                         | 7540     |
| 104 | Становништво старосног доба 15 и више година са непотпуним основним образовањем                  | 34252    |
| 105 | Мушко становништво старосног доба од 15 година и више са непотпуном основним образовањем         | 17672    |
| 106 | Женско становништво старосног доба 15 и више година са непотпуном основним образовањем           | 16580    |
| 107 | Становништво старо 15 и више година са комплетним основним образовањем                           | 59586    |
| 108 | Мушко становништво старо 15 година и више са комплетним основним образовањем                     | 29416    |
| 109 | Женско становништво старо 15 и више година са комплетним основним образовањем                    | 30170    |
| 110 | Становништво старосног доба 15 и више година са непотпуним средњим образовањем                   | 21705    |
| 111 | Мушко становништво старосног доба од 15 година и више са непотпуним средњим образовањем          | 12983    |
| 112 | Женско становништво старосног доба од 15 година и више са непотпуним средњим образовањем         | 8722     |
| 113 | Становништво старо 15 и више година са пуним секундарном образовањем                             | 88319    |
| 114 | Мушко становништво старосног доба од 15 година и више са пуним секундарном образовањем           | 45057    |
| 115 | Женско становништво старосног доба од 15 година и више са пуним секундарном образовањем          | 43262    |
| 116 | Становништво старије од 18 година са постосновним образовањем                                    | 90445    |
| 117 | Мушко становништво старије од 18 година са постосновним образовањем                              | 45875    |
| 118 | Женско становништво старије од 18 година са постосновним образовањем                             | 44570    |
| 119 | Просечна оцена школовања                                                                         | 8.52     |
| 120 | Просечан ниво образовања мушке популације                                                        | 8.53     |
| 121 | Просечан ниво образовања женског становништва                                                    | 8.51     |
| 122 | Економски активно становништво                                                                   | 208604   |
| 123 | Економски активна мушка популација                                                               | 139127   |
| 124 | Економски активна женска популација                                                              | 69477    |
| 125 | Становништво које није економски активно                                                         | 137166   |
| 126 | Мушко становништво које није економски активно                                                   | 36212    |
| 127 | Женско становништво које није економски активно                                                  | 100954   |
| 128 | Запослено становништво                                                                           | 200401   |
| 129 | Запослено мушко становништво                                                                     | 132648   |
| 130 | Запослено женско становништво                                                                    | 67753    |
| 131 | Незапослена популација                                                                           | 8203     |
| 132 | Незапослена мушка популација                                                                     | 6479     |
| 133 | Незапослена женска популација                                                                    | 1724     |
| 134 | Становништво без права на здравствене услуге                                                     | 189802   |
| 135 | Становништво које има право на здравствене услуге                                                | 278662   |
| 136 | Становништво које има право на ИМСС                                                              | 208451   |
| 137 | Становништво које има право на социјално осигурање                                               | 8941     |
| 138 | Становништво које има право на државно социјално осигурање                                       | 369      |
| 139 | Становништво које има право на опште осигурање или здравствено осигурање за нову генерацију      | 47149    |
| 140 | Становништво које је било једном или није било у браку током 12 година и више                    | 124570   |
| 141 | Венчано или уједињено становништво од 12 година и више                                           | 194730   |
| 142 | Становништво које је било у браку или уједињено 12 година и више                                 | 28025    |
| 143 | Становништво са католичком религијом                                                             | 435047   |
| 144 | Протестанти, еванђелисти и библијски следбеници различити од еванђелиста                         | 25372    |
| 145 | Становништво са другим религијама различитим од претходних                                       | 273      |
| 146 | Становништво без религије                                                                        | 7726     |
| 147 | Укупно пописаних домаћинства                                                                     | 104756   |
| 148 | Пописна домаћинства на челу са мушкарцима                                                        | 81999    |
| 149 | Пописна домаћинства на челу са женама                                                            | 22757    |
| 150 | Становништво у пописним домаћинствима                                                            | 457631   |
| 151 | Становништво у пописним домаћинствима на челу са мушкарцима                                      | 367169   |
| 152 | Становништво у пописним домаћинствима на челу са женама                                          | 90462    |
| 153 | Укупно домаћинстава                                                                              | 134600   |
| 154 | Укупно насељених домаћинстава                                                                    | 107305   |
| 155 | Укупно приватних кућа                                                                            | 132051   |
| 156 | Насељени приватни домови                                                                         | 104756   |
| 157 | Укупно насељених приватних кућа                                                                  | 107280   |
| 158 | Ненасељене приватне куће                                                                         | 22626    |
| 159 | Појединачна домаћинства за привремену употребу                                                   | 4669     |
| 160 | Становници у насељеним приватним кућама                                                          | 457631   |
| 161 | Насељеност станара у приватним становима                                                         | 4.37     |
| 162 | Просечно становника по соби у приватним насељеним домаћинствима                                  | 1.19     |
| 163 | Појединачна домаћинства са подовима од различитих материјала од земље                            | 99881    |
| 164 | Појединачна домаћинства у приземљу                                                               | 4157     |
| 165 | Појединачна домаћинства са једном спаваћом собом                                                 | 24967    |
| 166 | Појединачна домаћинства са две спаваће собе и више                                               | 79315    |
| 167 | Појединачна домаћинства са једним собом                                                          | 4159     |
| 168 | Појединачна домаћинства са две собе                                                              | 13277    |
| 169 | Појединачна домаћинства са 3 собе и више                                                         | 86710    |
| 170 | Појединачна домаћинства која имају електрично светло                                             | 104022   |
| 171 | Појединачна домаћинства која немају електрично светло                                            | 427      |
| 172 | Појединачна домаћинства која имају водоводну воду у стамбеном простору                           | 93215    |
| 173 | Појединачна домаћинства која немају водоводну воду у стамбеном простору                          | 10943    |
| 174 | Појединачна домаћинства која имају тоалет                                                        | 103531   |
| 175 | Појединачна домаћинства која имају канализацију                                                  | 102902   |
| 176 | Појединачна домаћинства која немају канализацију                                                 | 1255     |
| 177 | Појединачна домаћинства која имају електрично светло, довод воде из јавне мреже и канализацију   | 92510    |
| 178 | Појединачна домаћинства без икаквих услова                                                       | 280      |
| 179 | Појединачна домаћинства која имају радио                                                         | 92915    |
| 180 | Појединачна домаћинства која имају телевизор                                                     | 102934   |
| 181 | Појединачна домаћинства која имају фрижидер                                                      | 97423    |
| 182 | Појединачна домаћинства која имају машину за веш                                                 | 85742    |
| 183 | Појединачна домаћинства која имају аутомобил или комби                                           | 55830    |
| 184 | Појединачна домаћинства која имају рачунар                                                       | 33600    |
| 185 | Појединачна домаћинства која имају фиксну телефонску линију                                      | 55618    |
| 186 | Појединачна домаћинства која имају мобилни телефон                                               | 85022    |
| 187 | Појединачна домаћинства која имају приступ интернету                                             | 22518    |